# Kamshybek Kunkabayev
Kamshybek Kunkabayev (Qyzylorda, 18 de novembro de 1991) é um boxeador cazaque, medalhista olímpico.

## Carreira
Kunkabayev conquistou a medalha de bronze nos Jogos Olímpicos de Verão de 2020 em Tóquio, após confronto na semifinal contra o estadunidense Richard Torrez na categoria peso superpesado. Como amador, ele ganhou a medalha de prata nos Campeonatos Mundiais de 2017 e 2019.